# Argidia subvelata
Argidia subvelata är en fjärilsart som beskrevs av Walker 1865. Argidia subvelata ingår i släktet Argidia och familjen nattflyn. Inga underarter finns listade i Catalogue of Life.